# Trung thường thị
Trung Thường Thị (中常侍) là một chức quan được lập ra thời Đông Hán tại Trung Quốc.
Nguyên nhà Tây Hán phong chức không xác định, hễ các chư hầu, tướng quân, lang đại phu có chức hàm đều được ra vào chỗ vua ở (cấm trung 禁中). Thời Hán Nguyên Đế, chức này ban đầu được gọi là Thường Thị (sát nghĩa là "thường trực hầu hạ"), sau được cải xưng là Trung Thường Thị. Minh Đế nhà Đông Hán dùng sĩ nhân, hoạn quan hỗn tạp, tổng cộng có bốn người giữ chức này. Thời Hán Hòa Đế, hoạn quan Trịnh Chúng tham dự cơ binh quốc sự nên chức này ngày càng quan trọng, số người tăng lên thành 10, kiêm lĩnh luôn cả những chức quan lớn khác. Thời Hán An Đế, thái hậu Đặng Tuy (鄧綏) lâm triều; vì là nữ chúa nên không tiếp hàng công khanh trong cung. Thế nên, chức Trung Thường Thị này sau chỉ dành riêng cho hoạn quan. Một hoạn quan làm Trung Trường Thị thời này sau này được biết đến như nhà sáng chế ra giấy là Thái Luân.